# Концептуален албум
Концептуален албум е определение за музикално произведение, чиито отделни песни и/или композиции са обединени от общ сюжет или тема, инструмент, разказ или повествование.

## Отличителни особености
Макар да няма единно и точно определение, албум, които се представя за концептуален най-често има следните особености:
- Текстовете на концептуалните албуми често са наситени с по-дълбок философски и психологически смисъл и отиват отвъд обичайното за поп-музиката разбиране като за лесни думи за пеене и нерядко имат своя поетична стойност.
- Музиката в концептуалните албуми се доближава до структурата на класическите произведения, съдържа контрастни дялове, използват се разнообразни инструменти.
- В повечето от албумите е нарушено всеобщото разбиране за 3-минутната песен, като понякога отделните елементи на албума достигат до над 20 минути.

## Примери
Обикновено в изкуството на 20 и 21 век концептуални албуми се създават в стилове като прогресив рок, прогресив метъл или хевиметъл. Образци за концептуални албуми в световната музика са монументални произведения като The Wall на Pink Floyd, The Lamb Lies Down on Broadway на Genesis, Misplaced Childhood на Marillion, Streets на Savatage, „Operation: Mindcrime“ на Queensrÿche, „Seventh Son of a Seventh Son“ на Iron Maiden, Tommy на The Who, Metropolis Pt. 2: Scenes from a Memory на Dream Theater или Nightfall in the Middle-Earth на Blind Guardian, а в българската рок музика — Лично! на Ер малък.